# 格尔斯滕哈伯代数
格爾斯滕哈伯代数是Gerstenhaber在研究结合代数的形变时发现的。一个结合代数的形变跟它的Hochschild上复形有密切的关系，Gerstenhaber证明，Hochschild上复形实际上形成一个微分分次李代数，并且这个微分分次李代数完全控制了该结合代数的形变。Gerstenhaber的研究受到小平邦彦（Kodaira）-Spencer关于流形复结构形变研究的启发，这些思想后来由Deligne和Kontsevich等人加以系统完成。
在下面后4个例子中，例2和例3是1990年代之前发现的，1993年，Deligne在给一些数学家的通信中猜测它们之间也许是有关系的，用数学语言表述，即：对任何一个结合代数，其Hochschild上复形是little disks operad的链(chain) operad上的代数。这就是著名的Deligne猜想，最后由Kontsevich-Soibelman，McClure-Smith，Tamarkin和Voronov等人解决。Deligne猜想的证明涉及到了很多高深的数学工具，而这些工具都与拓扑共形场论有着密切的联系，因而引起了很多人的兴趣。
稍后，在1997年，Chas和Sullivan的研究论文发表了名为弦拓扑的论文，发现了例5。他们的研究结果引起了数学家们很大的关注和进一步的研究，从而开辟了一门崭新的学科。
最后，需要补充的是，关于Gerstenhaber代数的研究往往伴随着Batalin-Vilkovisky代数（简称BV代数）的研究。BV代数是一类特殊的Gerstenhaber代数，往往由Gerstenhaber代数里面的某种对称性而得到，如。

## 定义
设 {\displaystyle \;V\;} 是数域 {\displaystyle \;k\;} 上的一个分次向量空间。{\displaystyle \;V\;} 上的一个格尔斯滕哈伯代数结构是三元组 {\displaystyle (V,\bullet ,[\;,\;])}，满足以下关系：
1. {\displaystyle \;(V,\bullet )\;} 是{\displaystyle \;k\;} 上的分次、交换、结合的代数；
2. {\displaystyle \;(V,[\;,\;])\;}是李括号次数为 -1 的分次李代数；
3. 李括号对其两个变元都是乘积 {\displaystyle \;\bullet \;} 的导子，即对任给 {\displaystyle a,b,c\in V}，

有些文献也把格尔斯滕哈伯代数称为辫代数（braid algebra）。

## 例子
下面是一些Gerstenhaber代数的例子，因为构造都比较复杂，因此只列出结果，有兴趣的读者可以参考所给文献资料：
1. 设{\displaystyle \;{\mathfrak {g}}\;}是一个李代数，记{\displaystyle \;\Lambda {\mathfrak {g}}\;}为其所对应的链复形，则在其上有一个自然的Gerstenhaber代数结构，乘法由外积给出，李括号为从{\displaystyle \;{\mathfrak {g}}\;}上诱导的李括号给出（这是一个比较平凡的例子，因此一般人并不重点讨论，但它在构造Gerstenhaber代数的同伦论中非常重要）；
2. 设{\displaystyle \;A\;}是数域{\displaystyle \;k\;}上的结合代数，Gerstenhaber证明：{\displaystyle \;A\;}的霍赫希尔德上同调形成一个Gerstenhaber代数[7]；
3. 记{\displaystyle \;D\;}为little disks operad，Cohen证明：{\displaystyle \;D\;}的同调群形成一个Gerstenhaber代数[8]；
4. Lian和Zuckerman证明了，在弦理论的背景（background，指从弦理论里面抽象出来的代数结构）中，存在一个Gerstenhaber代数结构[6]；
5. 设{\displaystyle \;M\;}是一个紧致光滑的流形，{\displaystyle \;LM\;}是它的自由环路空间（free loop space）。Chas和Sullivan证明：{\displaystyle \;LM\;}的同调群形成一个Gerstenhaber代数[5]。